# Liste der Botschafter der Vereinigten Staaten in Belize

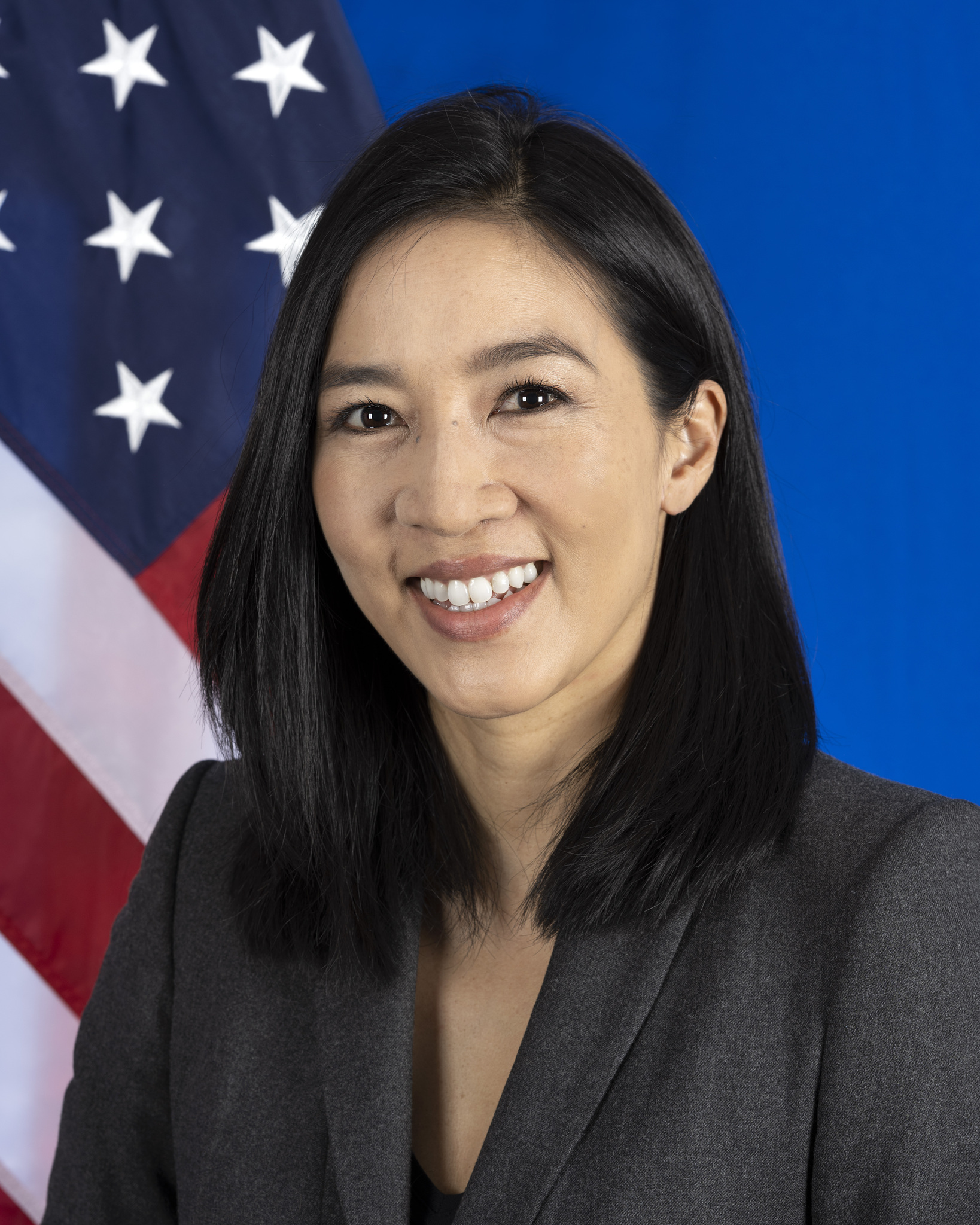
Michelle Kwan, 2022

Der Botschafter der Vereinigten Staaten von Amerika in Belize ist der bevollmächtigte Botschafter der Vereinigten Staaten von Amerika in Belize.

## Botschafter
| Amtszeit  | Name                   | Bemerkungen                           |
| --------- | ---------------------- | ------------------------------------- |
| 1981–1985 | Malcolm R. Barnebey    | Bis 1983 Chargé d’Affaires ad interim |
| 1985–1987 | Donald Keith Guthrie   | Chargé d’Affaires ad interim          |
| 1987–1990 | Robert G. Rich Jr.     |                                       |
| 1990–1994 | Eugene L. Scassa       |                                       |
| 1994–1997 | George Charles Bruno   |                                       |
| 1998–2001 | Carolyn Curiel         |                                       |
| 2001–2005 | Russell F. Freeman     |                                       |
| 2005–2009 | Robert J. Dieter       |                                       |
| 2009–2013 | Vinai K. Thummalapally |                                       |
| 2014–2017 | Carlos Roberto Moreno  |                                       |
| 2017–2018 | Adrienne Galanek       | Chargé d’Affaires ad interim          |
| 2018–2021 | Keith R. Gilges        | Chargé d’Affaires ad interim          |
| 2021–2022 | Leyla Moses-Ones       | Chargé d’Affaires ad interim          |
| 2022–     | Michelle Kwan          |                                       |